# Luperina unimaculata
Luperina unimaculata är en fjärilsart som beskrevs av Silbernagel 1930. Luperina unimaculata ingår i släktet Luperina och familjen nattflyn. Inga underarter finns listade i Catalogue of Life.